# Prima Divisione FIDAF 2017
La Prima Divisione FIDAF 2017 è la 1ª edizione del campionato di football americano di Prima Divisione, organizzato dalla FIDAF, precedentemente gestito dalla lega IFL

Con la promozione degli UTA Pesaro in sostituzione dei retrocessi Warriors Bologna, il campionato rimane a 12 squadre.
Con i 12 team partecipanti non cambia la formula del campionato, che sarà diviso in due gironi, Nord e Sud, formati da 6 team ciascuno.
Il 14 gennaio 2017, a poche settimane dall'avvio del torneo, le Aquile Ferrara rinunciano a partecipare alla Prima Divisione e chiedono l'iscrizione in Terza Divisione, portando in questo modo il campionato maggiore a essere disputato da 11 squadre e i gironi a fondersi in uno solo.

## Squadre partecipanti
| Club            | Città   | Stadio                                              | Sponsor ufficiale | Risultato nella stagione 2016                                    |
| --------------- | ------- | --------------------------------------------------- | ----------------- | ---------------------------------------------------------------- |
| Dolphins Ancona | Ancona  | C.S. Nelson Mandela                                 | GLS               | Quarti di finale IFL                                             |
| Giaguari Torino | Torino  | Stadio Primo Nebiolo                                |                   | 5º posto in regular season IFL (girone Nord)                     |
| Giants Bolzano  | Bolzano | Stadio Europa                                       |                   | Finalisti IFL                                                    |
| Grizzlies Roma  | Roma    | C.S. Happy Fitness World (ex Salaria Sport Village) |                   | 5º posto in regular season IFL (girone Sud)                      |
| Guelfi Firenze  | Firenze | Guelfi Sport Center                                 |                   | Quarti di finale IFL                                             |
| Lions Bergamo   | Bergamo | Stadio Comunale (Azzano San Paolo)                  | Balsamo Srl       | 6º posto in regular season IFL (girone Nord), vincono il playout |
| Marines Lazio   | Roma    | Stadio Tre Fontane                                  | Cottorella        | Quarti di finale IFL                                             |
| Panthers Parma  | Parma   | C.S. Parma 1913 (Collecchio)                        |                   | Semifinalisti IFL                                                |
| Rhinos Milano   | Milano  | Stadio Comunale Gianni Brera (Pero)                 | Sampla Belting    | Vincitori XXXVI Italian Bowl                                     |
| Seamen Milano   | Milano  | Stadio Comunale Gianni Brera (Pero)                 | Cisalfa           | Semifinalisti IFL                                                |
| UTA Pesaro      | Pesaro  |                                                     | Ranocchi          | Vincitori Seconda Divisione                                      |

## Head coach
| Club            | Head coach         | In carica da  |
| --------------- | ------------------ | ------------- |
| Dolphins Ancona | Roberto Rotelli    | 3 maggio 2012 |
| Giaguari Torino | Riccardo Merola    |               |
| Giants Bolzano  |                    |               |
| Grizzlies Roma  |                    |               |
| Guelfi Firenze  | Filippo Paciaroni  | 6 aprile 2017 |
| Lions Bergamo   | Adam Rita          |               |
| Marines Lazio   | Kim Ewé            |               |
| Panthers Parma  | Andrew Papoccia    | 2009          |
| Rhinos Milano   | Chris Ault         | 2016          |
| Seamen Milano   | Tony Addona        | 2016          |
| UTA Pesaro      | Francesco Sclafani |               |

### Allenatori esonerati, dimessi e subentrati
- Guelfi Firenze: rescisso consensualmente il contratto con Matteo Dinelli (il 6 aprile 2017[5]) – subentrato Filippo Paciaroni (dalla 6ª).

## Stagione regolare

### Calendario

#### 1ª giornata
| Arbitri: | Camossa Breglia Alfonso Ferrante Gentile Moglia Stevanovic |

| |           |                                                |
| di Tunisi 6':50" Q1 (TD) 5yd pass from Zahradka di Tunisi Q1 (pat) Sorteni 0':51" Q1 (TD) 38yd pass from Zahradka di Tunisi Q1 (pat) Binda 0':12" Q1 (TD) 22yd run di Tunisi Q1 (pat) di Tunisi 1':26" Q2 (TD) 26yd pass from Zahradka di Tunisi Q2 (pat) Raffaele 5':10" Q3 (TD) 1yd run di Tunisi Q3 (pat) Morant 10':15" Q4 (TD) 87yd interception return | Marcatori | Quaglietta 2':32" Q4 (TD) 40yd fumble recovery |

| Arbitri: | Sala N. Fani Tomaz G. Virone Zampedri D. Vitale A. Visconti |

|                                                  |           | |
| Cotrone 7':00" Q4 (TD) 8yd run di Lilla Q4 (pat) | Marcatori | Gregorio 9':45" Q2 (TD) 30yd pass from Willingham Brighenti Q2 (pat) M. Bonacci 0':40" Q2 (TD) 38yd pass from Willingham Brighenti Q2 (pat) Gregorio 4':28" Q3 (TD) 30yd pass from Willingham Brighenti Q3 (pat) Willingham 11':55" Q4 (TD) 3yd run Brighenti Q4 (pat) |

| Ancona 5 marzo 2017, ore 14:30 CET                | Dolphins Ancona | 43 – 19 (14-0 13-13 9-6 7-0) referto | Guelfi Firenze | C.S. Nelson Mandela |
| \| \| \| \| \| \| Allenatori \| Matteo Dinelli \| |                 |                                      |                |                     |
|                                                   |                 |                                      |                |                     |
|                                                   | Allenatori      | Matteo Dinelli                       |                |                     |

| Collecchio 5 marzo 2017, ore 15:10 CET | Panthers Parma | 3 – 0 (0-0 0-0 3-0 0-0) referto | UTA Pesaro | C.S. Parma 1913 |

| Roma 5 marzo 2017, ore 16:00 CET | Marines Lazio | 14 – 6 (0-6 6-0 0-0 8-0) referto | Lions Bergamo | Stadio Tre Fontane |

#### 2ª giornata
| Firenze 11 marzo 2017, ore 18:05 CET              | Guelfi Firenze | 19 – 33 (0-7 12-13 0-7 7-6) referto | Marines Lazio | Guelfi Sport Center |
| \| \| \| \| \| Matteo Dinelli \| Allenatori \| \| |                |                                     |               |                     |
|                                                   |                |                                     |               |                     |
| Matteo Dinelli                                    | Allenatori     |                                     |               |                     |

| Pero 11 marzo 2017, ore 18:15 CET | Rhinos Milano | 33 – 7 (13-0 6-0 14-0 0-7) referto | Dolphins Ancona | Stadio Comunale Gianni Brera |

| Pesaro 12 marzo 2017, ore 14:15 CET | UTA Pesaro | 7 – 21 (0-0 0-7 0-7 7-7) referto | Giaguari Torino | Campo Sportivo |

| Azzano San Paolo 12 marzo 2017, ore 15:00 CET | Lions Bergamo | 7 – 38 (0-7 7-3 0-21 0-7) referto | Seamen Milano | Stadio Comunale |

#### 3ª giornata
| Pero 18 marzo 2017, ore 18:00 CET | Seamen Milano | 52 – 22 (7-7 21-0 17-15 7-0) referto | Dolphins Ancona | C.S. Gianni Brera |

| Torino 18 marzo 2017, ore 18:35 CET               | Giaguari Torino | 44 – 34 (0-0 17-13 21-7 6-14) referto | Guelfi Firenze | Stadio Primo Nebiolo |
| \| \| \| \| \| \| Allenatori \| Matteo Dinelli \| |                 |                                       |                |                      |
|                                                   |                 |                                       |                |                      |
|                                                   | Allenatori      | Matteo Dinelli                        |                |                      |

| Noceto 18 marzo 2017, ore 20:10 CET | Panthers Parma | 15 – 23 (7-0 0-14 0-7 8-2) referto | Rhinos Milano | Stadio Il Noce |

| Pesaro 19 marzo 2017, ore 14:00 CET | UTA Pesaro | 26 – 20 (13-13 13-0 0-7 0-0) referto | Grizzlies Roma | Campo Sportivo |

| Bolzano 19 marzo 2017, ore 15:00 CET | Giants Bolzano | 23 – 9 (3-6 0-3 0-0 20-0) referto | Lions Bergamo | Stadio Europa |

#### 4ª giornata
| Pero 25 marzo 2017, ore 18:00 CET | Rhinos Milano | 26 – 10 (7-7 7-3 6-0 6-0) | Seamen Milano | C.S. Gianni Brera |

| Firenze 25 marzo 2017, ore 21:00 CET              | Guelfi Firenze | 14 – 44 (7-21 0-14 7-9 0-0) | Panthers Parma | Guelfi Sport Center |
| \| \| \| \| \| Matteo Dinelli \| Allenatori \| \| |                |                             |                |                     |
|                                                   |                |                             |                |                     |
| Matteo Dinelli                                    | Allenatori     |                             |                |                     |

| Ancona 26 marzo 2017, ore 14:30 CEST | Dolphins Ancona | 32 – 27 (13-6 0-13 5-0 14-8) | Marines Lazio | C.S. Nelson Mandela |

| Roma 26 marzo 2017, ore 15:00 CEST | Grizzlies Roma | 7 – 28 (0-14 7-7 0-7 0-0) | Giants Bolzano | C.S. Alfredo Monza |

| Azzano San Paolo 26 marzo 2017, ore 15:00 CEST | Lions Bergamo | 29 – 21 (0-7 14-0 0-6 15-8) | Giaguari Torino | Campo Comunale |

#### 5ª giornata
| Ancona 1º aprile 2017, ore 17:00 CEST | Dolphins Ancona | 14 – 31 (0-7 0-14 7-7 7-3) | Panthers Parma | C.S. Nelson Mandela |

| Firenze 1º aprile 2017, ore 18:00 CEST            | Guelfi Firenze | 13 – 50 (0-12 6-14 0-8 7-16) | Giants Bolzano | Guelfi Sport Center |
| \| \| \| \| \| Matteo Dinelli \| Allenatori \| \| |                |                              |                |                     |
|                                                   |                |                              |                |                     |
| Matteo Dinelli                                    | Allenatori     |                              |                |                     |

| Pero 1º aprile 2017, ore 18:00 CEST | Rhinos Milano | 42 – 7 (14-0 14-0 7-0 7-7) | Giaguari Torino | Stadio Comunale Gianni Brera |

| Roma 2 aprile 2017, ore 16:00 CEST | Marines Lazio | 0 – 37 (0-14 0-20 0-0 0-3) | Seamen Milano | Stadio Tre Fontane |

#### Bye Week 1
| Roma 9 aprile 2017, ore 15:00 CEST | Grizzlies Roma | 0 – 43 (0-20 0-17 0-6 0-0) | Panthers Parma | C.S. Alfredo Monza |

| Azzano San Paolo 9 aprile 2017, ore 15:00 CEST | Lions Bergamo | 31 – 6 (7-0 14-0 0-6 10-0) | UTA Pesaro | Campo Comunale |

#### 6ª giornata
| Torino 22 aprile 2017, ore 21:00 CEST | Giaguari Torino | 34 – 12 (6-6 21-6 0-0 7-0) | Dolphins Ancona | Stadio Primo Nebiolo |

| Pesaro 23 aprile 2017, ore 14:30 CEST                | UTA Pesaro | 6 – 14 (0-0 0-7 0-0 6-7) | Guelfi Firenze | Campo sportivo |
| \| \| \| \| \| \| Allenatori \| Filippo Paciaroni \| |            |                          |                |                |
|                                                      |            |                          |                |                |
|                                                      | Allenatori | Filippo Paciaroni        |                |                |

| Bolzano 23 aprile 2017, ore 15:00 CEST | Giants Bolzano | 13 – 20 (0-0 0-3 7-7 6-10) | Rhinos Milano | Stadio Europa |

| Parma 23 aprile 2017, ore 15:00 CEST | Panthers Parma | 41 – 30 (7-6 3-6 14-6 17-12) | Marines Lazio | C.S. Inzani |

| Roma 23 aprile 2017, ore 15:05 CEST | Grizzlies Roma | 7 – 42 (0-7 0-7 0-14 7-14) | Lions Bergamo | C.S. Alfredo Monza |

#### 7ª giornata
| Torino 29 aprile 2017, ore 21:00 CEST | Giaguari Torino | 7 – 42 | Seamen Milano | Stadio Primo Nebiolo |

| Pesaro 30 aprile 2017, ore 14:40 CEST | UTA Pesaro | 25 – 36 | Dolphins Ancona | Centro sportivo |

| Roma 30 aprile 2017, ore 15:00 CEST | Grizzlies Roma | 7 – 42 | Rhinos Milano | C.S. Alfredo Monza |

| Azzano San Paolo 30 aprile 2017, ore 15:00 CEST      | Lions Bergamo | 34 – 0            | Guelfi Firenze | Campo Comunale |
| \| \| \| \| \| \| Allenatori \| Filippo Paciaroni \| |               |                   |                |                |
|                                                      |               |                   |                |                |
|                                                      | Allenatori    | Filippo Paciaroni |                |                |

| Bolzano 30 aprile 2017, ore 15:00 CEST | Giants Bolzano | 15 – 8 | Marines Lazio | Stadio Europa |

#### 8ª giornata
| Pero 13 maggio 2017, ore 18:00 CEST | Rhinos Milano | 43 – 21 | UTA Pesaro | C.S. Gianni Brera |

| Firenze 13 maggio 2017, ore 18:00 CEST | Guelfi Firenze | 47 – 28 | Grizzlies Roma | Guelfi Sport Center |

| Sesto San Giovanni 14 maggio 2017, ore 15:00 CEST | Seamen Milano | 14 – 17 | Panthers Parma | Stadio Ernesto Breda |

| Roma 14 maggio 2017, ore 16:00 CEST | Marines Lazio | 7 – 16 | Giaguari Torino | Stadio Tre Fontane |

| Ancona 14 maggio 2017, ore 16:35 CEST | Dolphins Ancona | 13 – 32 | Giants Bolzano | C.S. Nelson Mandela |

#### 9ª giornata
| Firenze 20 maggio 2017, ore 18:30 CEST | Guelfi Firenze | 14 – 42 | Rhinos Milano | Guelfi Sport Center |

| Pesaro 20 maggio 2017, ore 18:30 CEST | UTA Pesaro | 7 – 27 | Seamen Milano | C.S. Vismara |

| Bolzano 21 maggio 2017, ore 15:00 CEST | Giants Bolzano | 0 – 13 | Panthers Parma | Stadio Europa |

| Roma 21 maggio 2017, ore 16:00 CEST | Grizzlies Roma | 6 – 32 | Marines Lazio | C.S. Alfredo Monza |

| Azzano San Paolo 21 maggio 2017, ore 16:05 CEST | Lions Bergamo | 38 – 7 | Dolphins Ancona | Campo Comunale |

#### 10ª giornata
| Sesto San Giovanni 27 maggio 2017, ore 18:00 CEST | Seamen Milano | 37 – 14 | Giants Bolzano | Stadio Ernesto Breda |

| Ancona 27 maggio 2017, ore 20:00 CEST | Dolphins Ancona | 35 – 12 | Grizzlies Roma | C.S. Nelson Mandela |

| Pero 28 maggio 2017, ore 15:00 CEST | Rhinos Milano | 49 – 14 | Lions Bergamo | Stadio Comunale Gianni Brera |

| Parma 28 maggio 2017, ore 15:00 CEST | Panthers Parma | 47 – 0 | Giaguari Torino | Stadio Sergio Lanfranchi |

| Roma 28 maggio 2017, ore 16:00 CEST | Marines Lazio | 8 – 9 | UTA Pesaro | Stadio Tre Fontane |

#### 11ª giornata
| Torino 3 giugno 2017, ore 14:30 CEST | Giaguari Torino | 47 – 12 (0-6 21-6 12-0 14-0) | Grizzlies Roma | Stadio Primo Nebiolo |

| Sesto San Giovanni 3 giugno 2017, ore 18:05 CEST | Seamen Milano | 49 – 7 (21-0 21-7 7-0 0-0) | Guelfi Firenze | Stadio Ernesto Breda |

| Torrile 4 giugno 2017, ore 15:00 CEST | Panthers Parma | 34 – 7 (3-0 10-7 21-0 0-0) | Lions Bergamo | USD Torrile |

| Bolzano 4 giugno 2017, ore 15:00 CEST | Giants Bolzano | 30 – 0 (8-0 0-0 7-0 15-0) | UTA Pesaro | Stadio Europa |

| Roma 4 giugno 2017, ore 16:10 CEST | Marines Lazio | 0 – 61 (0-20 0-20 0-14 0-7) | Rhinos Milano | Stadio Tre Fontane |

### Classifica
La classifica della regular season è la seguente:
- PCT = percentuale di vittorie, G = partite giocate, V = partite vinte, P = partite perse, PF = punti fatti, PS = punti subiti
- La qualificazione ai playoff direttamente in semifinale in verde
- La qualificazione alle wild card in azzurro
- Le partecipanti al PlayOut per la permanenza in Prima Divisione sono indicate in giallo

| Pos. | Squadra         | PCT   | G  | V  | P  | PF  | PS  |
| ---- | --------------- | ----- | -- | -- | -- | --- | --- |
| 1    | Rhinos Milano   | 1.000 | 10 | 10 | 0  | 381 | 108 |
| 2    | Panthers Parma  | .900  | 10 | 9  | 1  | 288 | 102 |
| 3    | Seamen Milano   | .800  | 10 | 8  | 2  | 347 | 113 |
| 4    | Giants Bolzano  | .700  | 10 | 7  | 3  | 233 | 127 |
| 5    | Lions Bergamo   | .500  | 10 | 5  | 5  | 217 | 199 |
| 6    | Giaguari Torino | .500  | 10 | 5  | 5  | 204 | 260 |
| 7    | Dolphins Ancona | .400  | 10 | 4  | 6  | 221 | 303 |
| 8    | Marines Lazio   | .300  | 10 | 3  | 7  | 159 | 242 |
| 9    | Guelfi Firenze  | .200  | 10 | 2  | 8  | 181 | 373 |
| 10   | UTA Pesaro      | .200  | 10 | 2  | 8  | 107 | 233 |
| 11   | Grizzlies Roma  | .000  | 10 | 0  | 10 | 105 | 383 |

## Playoff

### Tabellone
|  | Wild Card | Wild Card       | Wild Card      |                |               | Semifinali    | Semifinali    | Semifinali |  |  | XXXVII Italian Bowl | XXXVII Italian Bowl | XXXVII Italian Bowl |  |
|  |           |                 |                |                |               |               |               |            |  |  |                     |                     |                     |  |
|  |           |                 |                |                |               | 1             | Rhinos Milano | 56         |  |  |                     |                     |                     |  |
|  |           |                 |                |                |               | 1             | Rhinos Milano | 56         |  |  |                     |                     |                     |  |
|  |           |                 |                | Giants Bolzano | 26            |               |               |            |  |  |                     |                     |                     |  |
|  | 4         | Giants Bolzano  | 20             | Giants Bolzano | 26            |               |               |            |  |  |                     |                     |                     |  |
|  | 4         | Giants Bolzano  | 20             |                |               |               |               |            |  |  |                     |                     |                     |  |
|  | 5         | Lions Bergamo   | 7              |                |               |               |               |            |  |  |                     |                     |                     |  |
|  | 5         | Lions Bergamo   | 7              |                | Rhinos Milano | Rhinos Milano | 29            |            |  |  |                     |                     |                     |  |
|  |           |                 |                |                |               |               |               |            |  |  |                     |                     |                     |  |
|  |           |                 | Seamen Milano  | Seamen Milano  | 37            |               |               |            |  |  |                     |                     |                     |  |
|  |           |                 |                | Seamen Milano  | 37            |               |               |            |  |  |                     |                     |                     |  |
|  |           |                 |                |                |               |               |               |            |  |  |                     |                     |                     |  |
|  |           |                 |                |                |               |               |               |            |  |  |                     |                     |                     |  |
|  |           | 2               | Panthers Parma | 20             |               |               |               |            |  |  |                     |                     |                     |  |
|  |           |                 |                | 20             |               |               |               |            |  |  |                     |                     |                     |  |
|  |           |                 |                | Seamen Milano  | 27            |               |               |            |  |  |                     |                     |                     |  |
|  | 3         | Seamen Milano   | 49             | Seamen Milano  | 27            |               |               |            |  |  |                     |                     |                     |  |
|  | 3         | Seamen Milano   | 49             |                |               |               |               |            |  |  |                     |                     |                     |  |
|  | 6         | Giaguari Torino | 9              |                |               |               |               |            |  |  |                     |                     |                     |  |

### Wild Card
| Sesto San Giovanni 17 giugno 2017, ore 19:30 CEST | Seamen Milano | 49 – 9 (7-0 21-9 14-0 7-0) | Giaguari Torino | Stadio Ernesto Breda |

| Bolzano 18 giugno 2017, ore 16:00 CEST | Giants Bolzano | 20 – 7 (7-7 7-0 6-0 0-0) | Lions Bergamo | Stadio Europa |

### Semifinali
| Limbiate 24 giugno 2017, ore 18:00 CEST | Rhinos Milano | 56 – 26 (14-14 14-6 14-6 14-0) | Giants Bolzano | Centro Sportivo |

| Parma 25 giugno 2017, ore 16:05 CEST | Panthers Parma | 20 – 27 (7-3 13-0 0-14 0-10) | Seamen Milano | Stadio Ennio Tardini |

### Italian Bowl
| Vicenza 8 luglio 2017, ore 21:00 CEST | Rhinos Milano | 29 – 37 (9-7 14-7 7-0 7-15) | Seamen Milano | Stadio Romeo Menti |

## XXXVII Italian Bowl
La partita finale, chiamata XXXVII Italian Bowl si è giocata l'8 luglio 2017 a Vicenza, ed è stata vinta dai Seamen Milano.
Le segnature sono state aperte da una safety subita dai Rhinos e provocata da uno snap sbagliato, e da quel momento il punteggio è sempre stato controllato dalla squadra allenata dall'head coach italo-canadese Tony Addona.
Prima del kickoff, sono stati presentati i primi dieci nominativi selezionati dalla Commissione FHOF per essere introdotti nella FIDAF Hall of Fame, tra le personalità più notevoli di questo sport nella penisola italiana.
Al termine, Luke Zahradka – quarterback dei Seamen e della Nazionale italiana, autore di due touchdown personali e due td-pass – è stato nominato MVP dell'incontro.

## Verdetti
- Seamen Milano Campioni d'Italia 2017
- Grizzlies Roma retrocessi in Seconda Divisione FIDAF 2018